# Druhá válka baronů
Druhá válka baronů (1264–1267) byla občanská válka v Anglii mezi silami vzbouřených baronů vedených Simonem de Montfort a královským vojskem vedeným princem Eduardem, pozdějším králem Eduardem I.

## Příčiny války
Hlavní rozbuškou občanské války byl požadavek Jindřicha III. na financování jeho výbojů, ale tento konflikt odrážel i všeobecnou nespokojenost baronů s Jindřichovými metodami vládnutí, která byla ještě zvýšena hladomorem.
Simon de Montfort, hrabě z Leicesteru, byl původně jedním ze zahraničních zbohatlíků, které si Jindřich přivedl jako rádce a zpočátku s ním měl dobré vztahy. Postupně se ale jejich názory a zájmy rozcházely. Krize v jejich vztazích dosáhla vrcholu, když byl Montfort obviněn za akce, které prováděl jako správce Gaskoňska, jediné anglické provincie na kontinentu.
Jindřich se také zapletl do války na Sicílii v zájmu papeže, za což obdržel titul pro svého druhého syna Edmunda. Tato akce vedla mnoho baronů k názoru, že se Jindřich vydává ve stopách svého otce Jana Bezzemka a že je nutno ho kontrolovat podobně jako krále Jana. Montfort se stal vůdcem skupiny, která požadovala obnovení vydání Magna Charty a převedení větší části moci na barony. Roku 1258 přiměla skupina sedmi baronů Jindřicha se souhlasem s Oxfordskými ustanoveními. Ta fakticky zrušila absolutistickou monarchii předáním moci radě patnácti baronů, která měla vykonávat vlastní vládu a ustanovila pravidelná (třikrát do roka) zasedání parlamentu, která měla činnost rady kontrolovat.
Jindřich byl donucen účastnit se kolektivního odpřisáhnutí přísahy Oxfordským ustanovením. V následujících letech se vztahy mezi královými a Montfortovými příznivci polarizovaly. Jindřich obdržel roku 1261 papežskou bulu, která ho vyvazovala z jeho přísahy. Obě strany začaly organizovat armády a následovala válka.

## Průběh války
Montford se svými silami ovládl roku 1263 větší část jihovýchodní Anglie a roku 1264 v bitvě u Lewes porazil královské vojsko, zajal a uvěznil krále Jindřicha i jeho syna prince Eduarda. Zatímco se Jindřich stal pouze formálním králem, Montfort se stal faktickým vládcem země. Obeslal každé hrabství a část měst aby vyslali volené zástupce do parlamentu. V té době byla Anglie velmi blízko úplnému zrušení monarchie. Mnoho baronů, kteří zpočátku Montforta podporovali, se začalo obávat, že jeho reformy zacházejí příliš daleko.
Po patnácti měsících byly Montfortovy úspěchy zrušeny. Eduardovi se podařilo z vězení uniknout a postavil se do čela královských vojsk. V bitvě u Eveshamu roku 1265 rozhodně porazil Montfortovo vojsko a Montfort sám v této bitvě padl. Následovala krutá pomsta na vzbouřencích a obnova královské autority. Odhaduje se, že tato válka si vyžádala si 15 000 obětí.

## Časový průběh konfliktu
- 1261 – král Jindřich III. obdržela papežskou bulu, která ho vyvazovala s přísahy na Oxfordská ustanovení
- 1264 – v květnu oficiálně začala válka
- 12. května – 14. května 1264 – bitva u Lewes mezi vojsky Simona de Montfort a krále Jindřicha III. Po bitvě Montfortovy síly zajaly krále Jindřicha i jeho syna prince Eduarda a Montfort se tak stal nekorunovaným králem
- 20. leden 1265 – první jednání voleného parlamentu ve Westminsterském paláci
- 1265 (v období před srpnem) – princ Eduard unikl z vězení
- 4. srpen 1265 – bitva u Eveshamu. Eduardova armáda porazila vojsko vzbouřených baronů vedené Simonem de Montfort. Montfort i mnoho jeho spojenců bylo zabito.
- říjen 1265 – situace se uklidnila. Vzbouřenci, kteří přežili, nabídli Eduardovi příměří v Dictum of Kenilworth.
- 1267 – Jindřich III. a vzbouřenci se dohodli na příměří dle dohody z Kenilworthu.